# Phorbia perssoni
Phorbia perssoni este o specie de muște din genul Phorbia, familia Anthomyiidae, descrisă de Willi Hennig în anul 1976. Conform Catalogue of Life specia Phorbia perssoni nu are subspecii cunoscute.